# Лазерний промінь

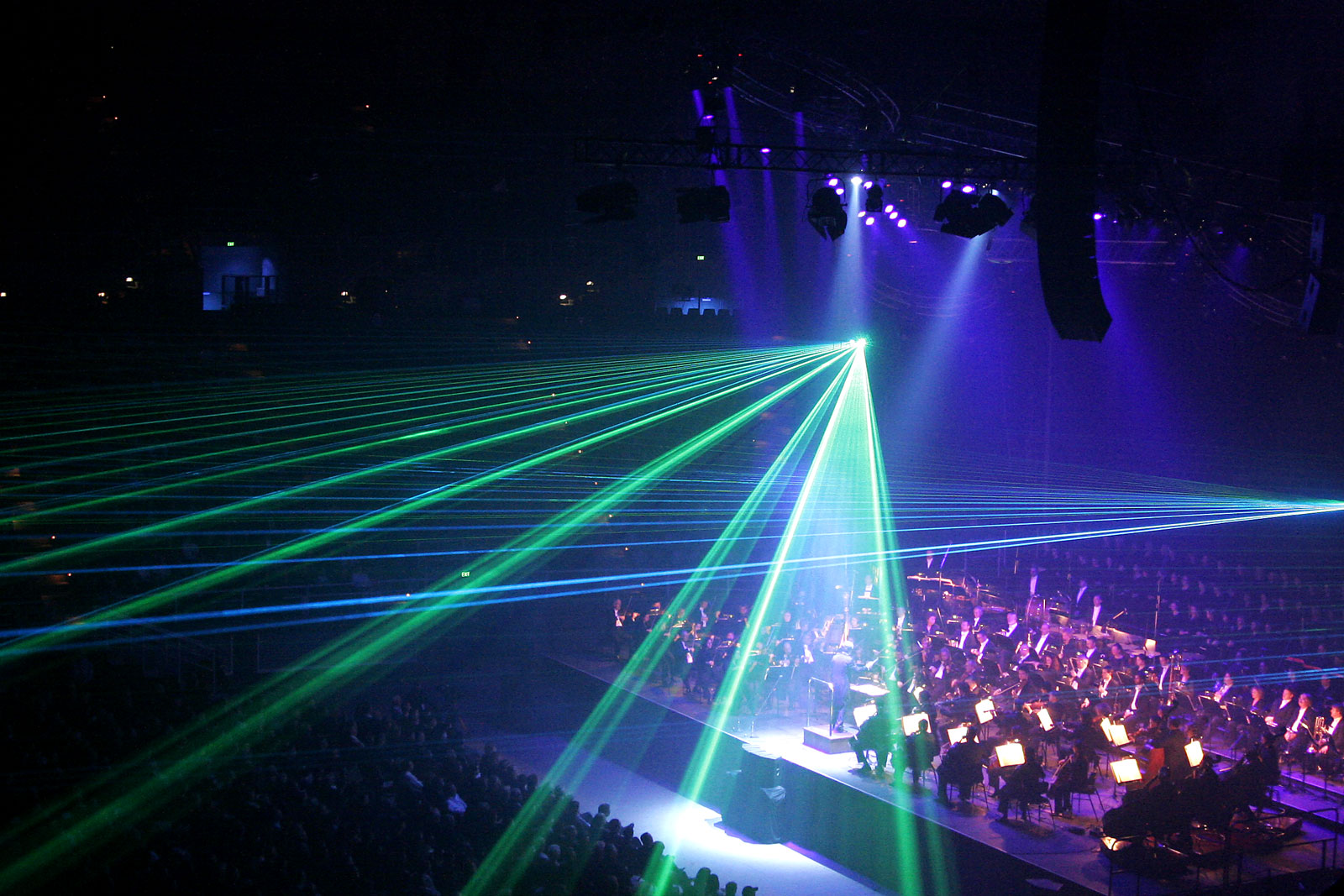
Лазерні промені під час концерту

Лазерний промінь (англ. Laser beam) — це електромагнітна монохроматична плоска хвиля, створена в результаті вимушеного випромінювання.
Просторова когерентність дозволяє лазерному променю бути вузьким на великих відстанях, залишаючись у межах десяти кутових секунд, або сфокусувати його у вузькій точці, створюючи густину потужності 3× 1018 Вт/м².

## Оптичні властивості
Основними оптичними властивостями лазерного променя, які відрізняють його від інших джерел електромагнітного випромінювання (електрична дуга, лампа розжарювання, газовий пальник, сонце тощо) і внаслідок цього забезпечують найширше застосування у різних областях науки і техники, є  — монохроматичність; когерентність; висока густина потужності та енергії; широкий спектральний діапазон.

### Монохроматичність

Монохроматична хвиля

Монохроматична плоска хвиля описується рівнянням: {\displaystyle u=u_{0}\cos(\mathbf {k} \mathbf {r} -\omega t-\varphi )}
де u — залежна від просторових координат {\displaystyle \mathbf {r} } і часу t змінна,
{\displaystyle u_{0}} — амплітуда хвилі, {\displaystyle \mathbf {(} k)} — хвильовий вектор,
ω — циклічна частота, {\displaystyle \varphi } — фаза.
Хвильовий вектор визначає напрям розповсюдження хвилі у просторі.
Його абсолютна величина зв'язана з довжиною хвилі λ співвідношенням
{\displaystyle k={\frac {2\pi }{\lambda }}}
Хвиля називається монохроматичною тому, що коливання відбуваються зі строго визначеною частотою, яка визначає колір променя.

### Когерентність
Когерентність — властивість хвилі зберігати свої частотні, поляризаційні й фазові характеристики. Умовою когерентності хвиль є незмінюваність у часі різниці між фазами коливань двох хвиль, що можливо лише тоді, коли хвилі мають однакову довжину (частоту), це дозволяє одержувати при їхньому додаванні чітку інтерференційну картину.
Когерентність лазерного променя не є ідеальною внаслідок недосконалості оптичних систем, часових змін властивостей активного середовища, флуктуацій в активному середовищі. 

Спектр твердотільного гелій-неонового лазера.

### Спрямованість
Лазерне випромінювання формується в резонаторі, який утримує тільки ті промені, котрі поширюються вздовж його оптичної осі. Воно має високу спрямованість завдяки дуже малій розбіжності (дивергенції), і тому може поширюватися на великі відстані без істотної втрати енергії. Спрямованість характеризується повним кутом розбіжності променя світла {\displaystyle 2\theta }. Пучок ідеально когерентного світла буде розбіжним унаслідок неминучої дифракції. Половину дифракційного кута розбіжності можна визначити із залежності
{\displaystyle \theta _{\mathit {d}}={\mathit {A}}_{\mathit {d}}{\frac {\lambda }{\mathit {D}}},}
де: D — діаметр променя, {\displaystyle \lambda } — довжина хвилі променя, {\displaystyle {\mathit {A}}_{\mathit {d}}} — коефіцієнт, який залежить від розподілу інтенсивності у промені. Одномодовий лазерний промінь з поперечною модою TEM 00 має найменшу розбіжність з усіх поперечних мод. Він може бути теоретично сфокусований до перерізу діаметром в довжину хвилі.

### Спектральний діапазон
Лазерні промені ісують у всіх областях спектру. Електромагнітне випромінювання прийнято розділяти за частотними діапазонами (див. таблицю). Оскільки швидкість поширення випромінювання (у вакуумі) стала, то частота його коливань жорстко пов'язана з довжиною хвилі у вакуумі.
| Назва діапазону             | Назва діапазону             | Довжини хвиль, λ | Частота, ν              | Джерела лазерного проміня     |
| --------------------------- | --------------------------- | ---------------- | ----------------------- | ----------------------------- |
| Радіохвилі                  | наддовгі                    | понад 10 км      | до 30 кГц               | Мазери                        |
| Радіохвилі                  | Довгі                       | 10 км — 1 км     | 30 кГц — 300 кГц        | Мазери                        |
| Радіохвилі                  | Середні                     | 1 км — 100 м     | 300 кГц — 3 МГц         | Мазери                        |
| Радіохвилі                  | Короткі                     | 100 м — 10 м     | 3 МГц — 30 МГц          | Мазери                        |
| Радіохвилі                  | Ультракороткі               | 10 м — 1 мм      | 30 МГц — 300 ГГц        | Мазери                        |
| Інфрачервоне випромінювання | Інфрачервоне випромінювання | 1 мм — 780 нм    | 300 ГГц — 429 ТГц       | Твердотільні лазери           |
| Видиме випромінювання       | Видиме випромінювання       | 780—380 нм       | 429 ТГц — 750 ТГц       | Твердотільні лазери           |
| Ультрафіолетове             | Ультрафіолетове             | 380нм — 10нм     | 3× 1014 Гц — 3× 1016 Гц | Газові лазери                 |
| Рентгенівське               | Рентгенівське               | 10 нм — 5 пм     | 3× 1016Гц — 6× 1019 Гц  | Лазер на вільних електронах   |
| Гамма                       | Гамма                       | до 5 пм          | понад 6× 1019 Гц        | Вимушене гамма-випромінювання |

Між діапазонами немає чітких переходів, іноді вони перекриваються, а межі між ними є умовними.

## Фізичні властивості
Густина потужності — векторна фізична величина W, яка характеризується кількістю енергії, що протікає за одиницю часу через одиницю площі, орієнтовану перпендикулярно до спрямованості потоку, вимірюється у Вт/м². Наприклад, лазерний промінь потужністю P = 1 МВт і довжиною хвилі λ=0,69 мкм у фокусі дає густину потужності W =3× 1018 Вт/м², тобто перевищує густину потужності випромінювання біля поверхні Сонця (яка дорівнює 1012 Вт/м²) у мільйон разів.

## Лазерні промені в природі
Після винаходу вважалося, що лазер — суто людське творіння, проте у 1960-х роках астрономи виявили потужні лазерні промені з довжиною хвилі 18 см та 1,35 см, які випромінюються від велетенських космічних об'єктів. (Лазерний промінь в мікрохвильовому діапазоні прийнято називати мазером.) Процес відкриття нових космічних мазерів за допомогою деяких потужних космічних телескопів триває постійно. Умови для генерації мазерного випромінювання виникають у компактних молекулярних хмарах (розміром мільйони кілометрів), що містять молекули гідроксилу та води.

## Застосування в житті

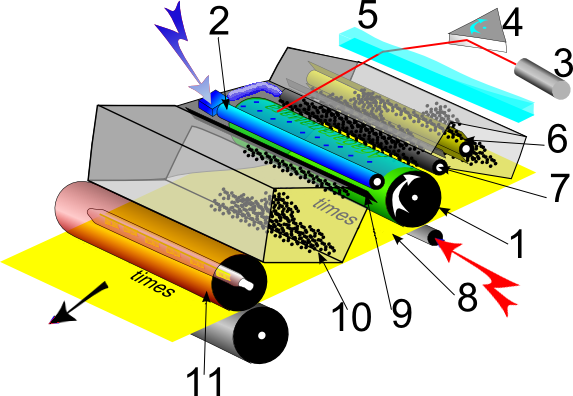
Процес лазерного друку.
1. Фотобарабан
2. Зарядний валик
3. Лазерний промінь
4. Обертове дзеркало
5. Розподільна лінза
6. Картридж з тонером
7. Магнітний вал
8. Папір
9. Ракель
10. Бункер з відпрацьованим тонером 11. Пічка

### Лазерний принтер
Лазерний принтер — один з видів принтерів, що дозволяє швидко виготовляти високоякісні відбитки тексту і графіки на звичайному папері. Лазерні принтери використовують у процесі ксерографічного друку, однак відмінність полягає у тому, що формування зображення відбувається шляхом безпосередньої експозиції (освітлення) лазерним променем фоточутливих елементів принтера.
Процес лазерного друку складається з п'яти послідовних кроків:
1. зарядження фотовала;
2. лазерне сканування;
3. накладення тонера;
4. перенесення тонера;
5. закріплення тонера.

Лазерне сканування (засвічування) — процес проходження негативно зарядженої поверхні фотовалу під лазерним променем. Промінь лазера відхиляється обертовим дзеркалом і, проходячи через розподільну лінзу, фокусується на фотовал. Лазер активізується тільки у тих місцях, на які з магнітного вала (магнітного барабану) надалі повинен буде потрапити тонер. Під дією лазера ділянки фоточутливої поверхні фотовалу, які були засвічені лазером, стають електропровідними, і частина заряду на цих ділянках «стікає» на металеву основу фотовалу. Тим самим на поверхні фотовалу створюється електростатичне зображення майбутнього відбитка з негативнішим зарядом на нейтральному фоні.

### Сканер штрих-кодів

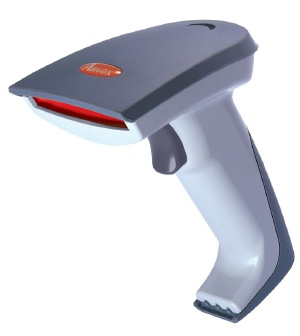
Ручний сканер штрихкоду

Першим застосуванням лазерів у повсякденному житті населення був сканер штрих-кодів супермаркетів, представлений 1974 року.

### Лазерний телевізор
Лазерний телевізор, лазерний дисплей — електронний пристрій візуального відображення інформації (дисплей), який працює за принципом зворотної проєкції на основі технології кольорових лазерів. Замість технології РК або LED (світлодіоди) використовується лазерна оптика, завдяки якій створюються особливо яскраві і чіткі зображення і дуже високий рівень чорного. Витрати електроенергії при цьому досить низькі. Американський виробник HDI-US анонсував випуск лазерного 3D-телевізора з діагоналлю екрану до 120 дюймів.
Перші повідомлення про створення комерційних моделей лазерних телевізорів були опубліковані на початку 2006 року — йшлося про компанію Mitsubishi. 7 січня 2008 на виставці Consumer Electronics Show 2008 компанія Mitsubishi Digital Electronics America офіційно представила перший у світі серійний лазерний телевізор з діагоналлю екрана 65 дюймів і повною роздільною здатністю високої чіткості (1080p).

### Голографія

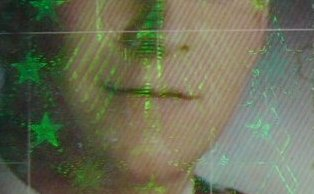
Голограма як захисний елемент посвідчення особи (Німеччина)

Гологра́фія — набір технологій для точного запису, відтворення і переформатування хвильових полів. Це спосіб одержання об'ємних зображень предметів на фотопластинці (голограми) за допомогою лазерного променя. Голограма фіксує не саме зображення предмета, а структуру відбитої від нього світлової хвилі (її амплітуду та фазу). Для отримання голограми необхідно, щоб на фотографічну пластинку одночасно потрапили два когерентних світлових пучки: предметний, відбитий від об'єкта та опорний — що проходить безпосередньо від лазера. Світло обох пучків інтерферує, створюючи на пластинці чергування дуже вузьких темних і світлих смуг — інтерференційну картину.
Голограми застосовуються для захисту від підробок документів, банківських карток і т. д. Голографічні технології здобули популярність в освіті. Технологія вже пройшла бойове хрещення у стінах Імперського коледжу, де виступали оратори, що фізично перебували у Нью-Йорку та Лос-Анджелесі

## Застосування в медицині

### Вплив на організм людини
Лазерний промінь, що потрапляє на біологічну тканину викликає лазерне опромінення. Лазерне опромінення може бути поверхневим, точковим, інвазівним та неінвазівним.
Точкове опромінення найчастіше використовують за допомогою ручного зонда. Поверхневе — використовується як вручну, так і автоматично. Лазерний пучок повинен бути перпендикулярним до поверхні опромінення для максимальної дії на біологічну тканину.
У залежності від потужності, лазерний промінь викликає три різні фотоефекти в біологічній тканині. При малих потужності відбуваються хімічні та метаболічні реакції в клітинах біотканини — фотобіохімічні (біостімуляційні) ефекти. При середніх потужностях виникають фототермічні ефекти. При екстрмально високій потужності, у випадку короткотривалих імпульсів, у біотканині виникають фотоіонізаційні ефекти.
Ультрафіолетовий промінь поглинається переважно молекулами нуклеінових кислот, белків та лепідів. Лазерний промінь у видимій області спектра поглинається переважно хроматофорними групами білкових молекул, а також, частково, киснем.
Інфрачервоний промінь з довжиною хвилі 890 нм (ближній інфрачервоний діапазон) поглинає кров.
Лазерний промінь використовується у різних областях медицини, а саме: терапії, хірургії, офтальмології, стоматології тощо.

### Лазерна хірургія
Лазерний хірургічний апарат СМ-2002 — медичний апарат на базі імпульсного Nd:YAG-лазера потужністю 100 Вт. Використовується для хірургії доброякісних та злоякісних пухлин шляхом коагуляції, гіпертермії і деструкції патологічних утворень, а також стерилізації раневої поверхні направленим інфрачервоним високоінтенсивним випромінюванням.
Лазерний промінь застосовується в хірургії при операціях на сітківці ока, як скальпель.

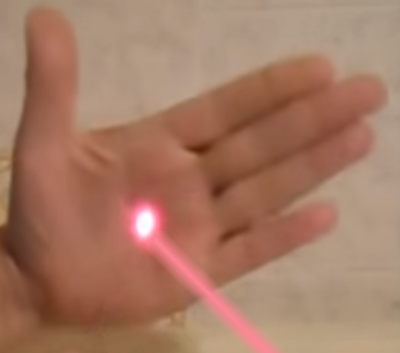
Лазерний промінь, що потрапляє на біологічну тканину викликає лазерне опромінення.

### Лазерна терапія

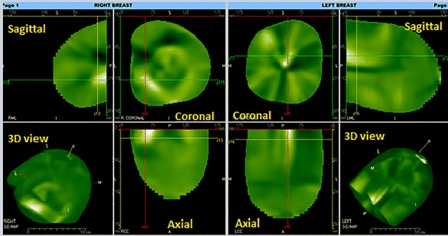
Зображення, отримані в методі

Лазерна терапія (лазеротерапія) — метод лікування, що полягає в застосуванні світлової енергії лазерного променя з лікувальною метою, який широко використовується в амбулаторних консультативно-реабілітаційних центрів лазеротерапії. Монохроматичний червоний промінь використовують для лікування захворювань слизової рота, хвороб хребта і суглобів. Лазерна терапія також широко використовується для лікування ран та виразок, дерматологічних захворювань, ішемічної хвороби серця.

### Лазерна мамографія
Метод медичної візуалізації використовує лазерне випромінювання в ближній інфрачервоній області спектру для виявлення ангіогенезу (новоутворення кровоносних судин для живлення злоякісної пухлини) в тканинах молочних залоз. Комп'ютерна томографічна лазерна мамографія (на відміну від комп'ютерної томографії, яка для діагностики використовує рентгенівські промені) є методом оптичної молекулярної візуалізації окси- та деоксі-гемоглобіну. Використовують лазерні промені, які зазнають загасання, проникаючи крізь тканини. Таким чином, лазерний детектор вимірює зменшення інтенсивності світла. Переміщаючись за зразком, він збирає дані і відтворює томографічне зображення. Отримане зображення показує розподіл гемоглобіну в тканинах, а також виявляє розростання кровоносних судин, що живлять злоякісну пухлину.

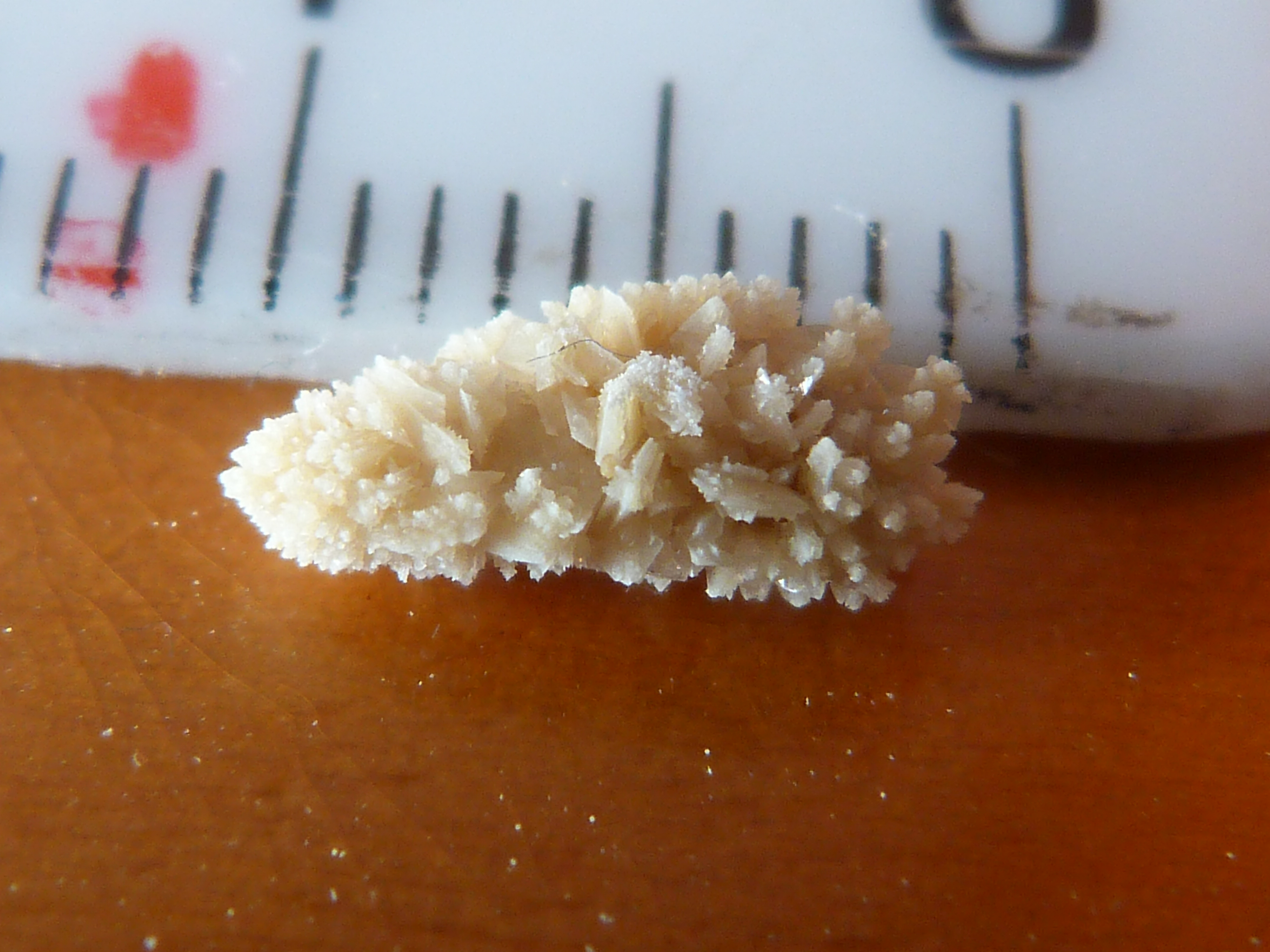
Нирковий камінь

### Лазерна літотрипсія
Лазерна літотрипсія — медична процедура, націлена на фізичне руйнування конкрементів у тілі людини (ниркові камені, камені в жовчному міхурі та камені в шлунково-кишковому тракті). Камені можуть відрізнятися за розмірами та хімічним складом. Один із типів каменів показано на фотографії. Як фізичні фактори, що використовуються для руйнування твердих утворень використовуються інтенсивні лазерні промені). В цьому випадку до ударно-хвильового механізму руйнування додається руйнування за рахунок теплових напружень. Важливе значення для інтенсифікації руйнування має зміна механічних властивостей каменів при інтенсивному нагріванні.
У процедурі лазерної літотрипсії імпульс лазерного випромінювання передається безпосередньо до каменя по волоконно-оптичному каналу. Процедура здійснюється при локальному або загальному знеболюванні і вважається мінімально інвазивним хірургічним втручанням. У системах лазерної літотрипсії використовується гольмійовий лазер, що працює в інфрачервоному діапазоні частот. Лазерні імпульси генерують ударні хвилі, які на фоні локального підвищення температури призводять до руйнування каменя потенційно до дуже дрібних частинок. При цьому за рахунок комплексної дії руйнуються камені тих типів, при руйнуванні яких дистанційна ударно-хвильова літотрипсія виявляється неефективною.

## Застосування в техніці
Інтенсивно розвиваються методи лазерної локації й зв'язку. Лазерна локація Місяця за допомогою рубінових лазерів і спеціальних кутових відбивачів, доставлених на Місяць, дозволила збільшити точність виміру відстаней Земля — Місяць до декількох см. Отримано обнадійливі результати в спрямованому стимулюванні хімічних реакцій. За допомогою лазерів можна вибірково збуджувати одне із власних коливань молекули. Виявилося, що при цьому молекули здатні вступати в реакції, які не можна або важко стимулювати звичайним нагріванням. За допомогою лазерної техніки інтенсивно розробляються оптичні методи обробки, передачі й зберігання інформації, методи голографічного запису інформації, кольорове проекційне телебачення.
У промисловості лазерні промені використовують для прошивання отворів, різання, зварювання, модифікування, програмованого термодеформування, маркування та гравіювання, балансування, вирощування тримірних виробів, текстурування мікрорельєфу поверхні, поверхневого очищення тощо.
Під науковим керівництвом С. П. Дюбко в Харківському університеті було використано лазерний промінь в субміліметровому діапазоні частот до 750 ГГц для побудови унікального радіоспектрометру для дослідження обертальних спектрів молекул.

### Лазерне різання

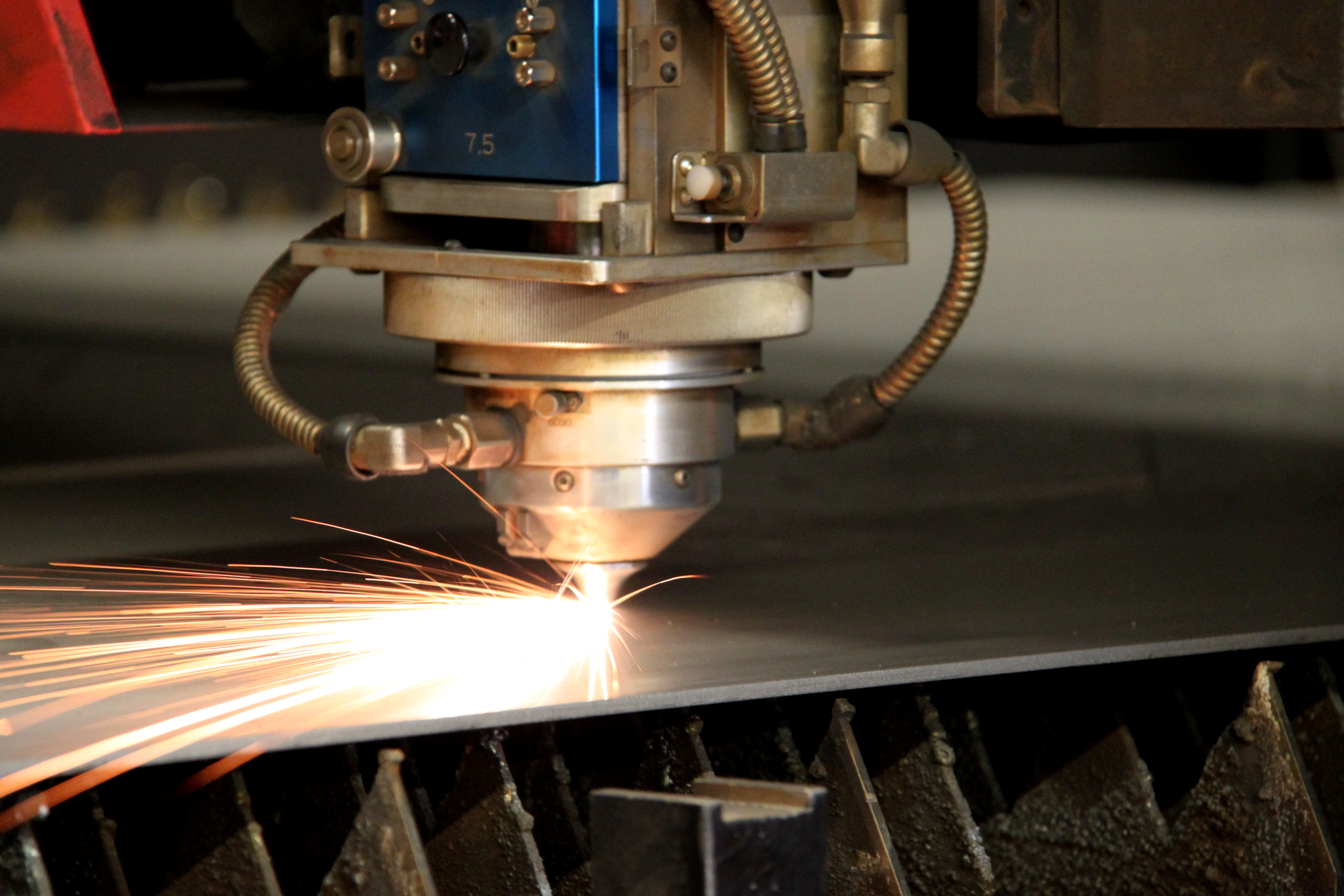
Лазерне розкроювання листового матеріалу

Ла́зерне рі́зання — технологія термічного різання й розкроювання матеріалів, при якій як джерело енергії використовується лазер високої потужності. Сфокусований лазерний промінь, керований системою числового програмного керування забезпечує високу концентрацію енергії й дозволяє розтинати практично будь-які матеріали незалежно від їх теплофізичних властивостей. В технологічних процесах розрізання (розкроювання) лазерний промінь має діапазон довжини хвиль від 0,4 до 10,6 мкм. Зокрема, для різання різних матеріалів найбільший ефект дає довжина хвилі 10,6 мкм. Випромінювання з цією довжиною хвилі добре поглинається більшістю неметалічних матеріалів і у дещо меншій мірі металевими сплавами. Матеріали з великим коефіцієнтом відбивання (мідь, алюміній) гірше піддаються різанню лазерним промінем.
Лазерне різання може застосовуватись до більшості видів сталі (маловуглецеві, низько- та високолеговані) у будь-якому стані у тому числі з покриттям, титану та його сплавів, цирконію, ніобію, танталу, нікелю і сплавів цих та інших кольорових металів. Зазвичай розрізають листи таких товщин:
- Сталь від 0,2 мм до 20 мм
- Неіржавна сталь від 0,2 мм до 50 мм
- Алюмінієві сплави від 0,2 мм до 20 мм
- Латунь від 0,2 мм до 12 мм
- Мідь від 0,2 мм до 15 мм

Для різних матеріалів застосовують різні лазерні промені.

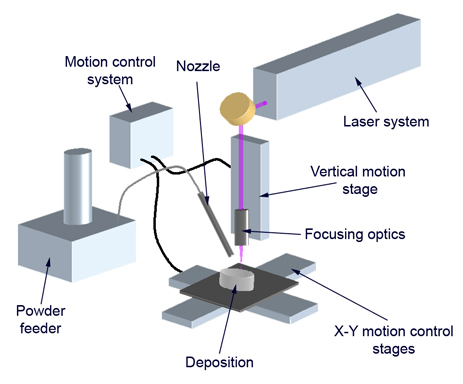
Схема обладнання для газопорошкового лазерного наплавлення

### Лазерне наплавлення
Ла́зерне напла́влення — метод відновлення зношених або підвищення міцності нових деталей машин і механізмів, за допомогою створення на поверхні виробу плакувального шару з порошкового матеріалу, із проплавленням його лазерним променем.
Промінь імпульсного лазера має найбільший коефіцієнт зосередженості зварювального джерела енергії, тому діаметр сфокусованого променя лазера становить 0,2…0,3 мм, що дозволяє мінімізувати об'єми розплаву і відповідно зменшити передачу тепла в оброблюваний матеріал.
Відновлювальне наплавлення застосовується для отримання первинних розмірів зношених або пошкоджених деталей. У цьому випадку наплавлений метал близький за складом і механічними властивостями до основного металу.

### Лазерний цілевказівник
Лазерний цілевказівник
 — ефективне прицільне пристосування з лазерною системою підсвітки об'єкту. Призначений для оснащення ним вогнепальної зброї з метою швидкого наведення на ціль та застосування її в складних умовах ведення бою.

### ЛЦВдля наведенняВТЗ
Одним з найважливіших військових застосувань лазерного наведення стала високоточна зброя, так звані «інтелектуальні» бомби та ракети або, як ще їх називають, бомби та ракети з лазерним наведенням. Така зброя пристроями супроводу, які забезпечують наведення на ціль шляхом підсвічування спеціальним лазерним променем і називаються вони так само лазерні цілевказівники. Щоправда такі пристрої вважаються складовими, що входять до системи керування вогнем.

## Застосування в науці

### Оптичний пінцет

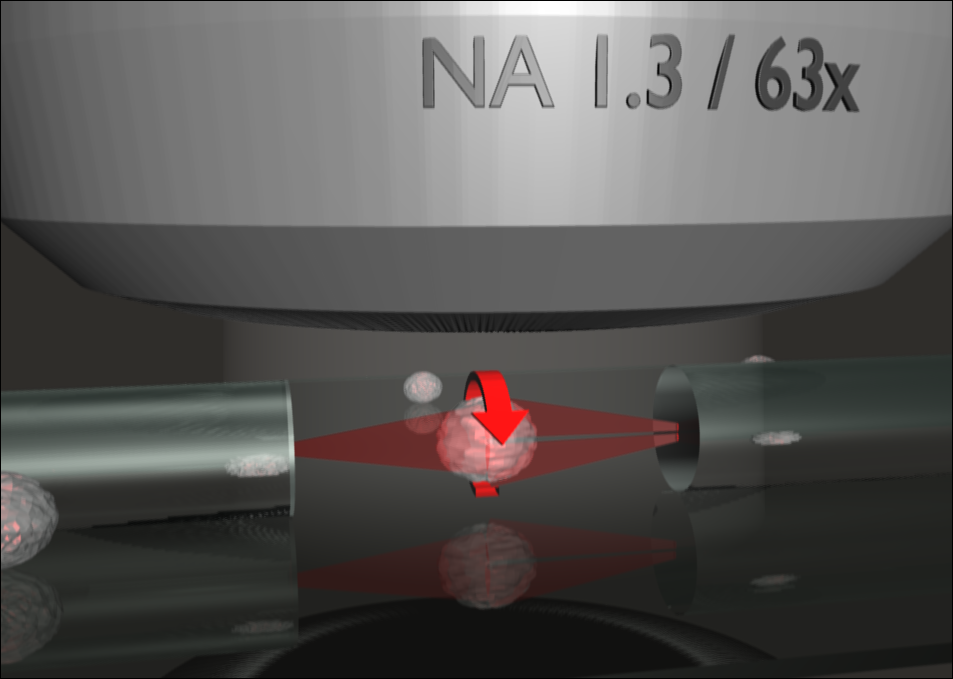
Optical Cell Rotator — волоконна лазерна пастка, в якій можна утримувати та точно орієнтувати живі клітини для томографічної мікроскопії

Оптичний пінцет — науковий прилад, що дозволяє маніпулювати мікроскопічними об'єктами за допомогою лазерного проміня. Він дозволяє прикладати до діелектричних об'єктів сили, величиною від фемтоньютонів до наноньютонів і вимірювати відстані від кількох нанометрів до мікрометрів. В останні роки оптичний пінцет став популярним знаряддям у біофізиці, де його використовують при дослідженні структури та принципу роботи білків.
2018 року творцям оптичного пінцета присуджено Нобелівську премію з фізики «за винайдення оптичного пінцета та його застосування в біологічних системах».

### Спектроскопія

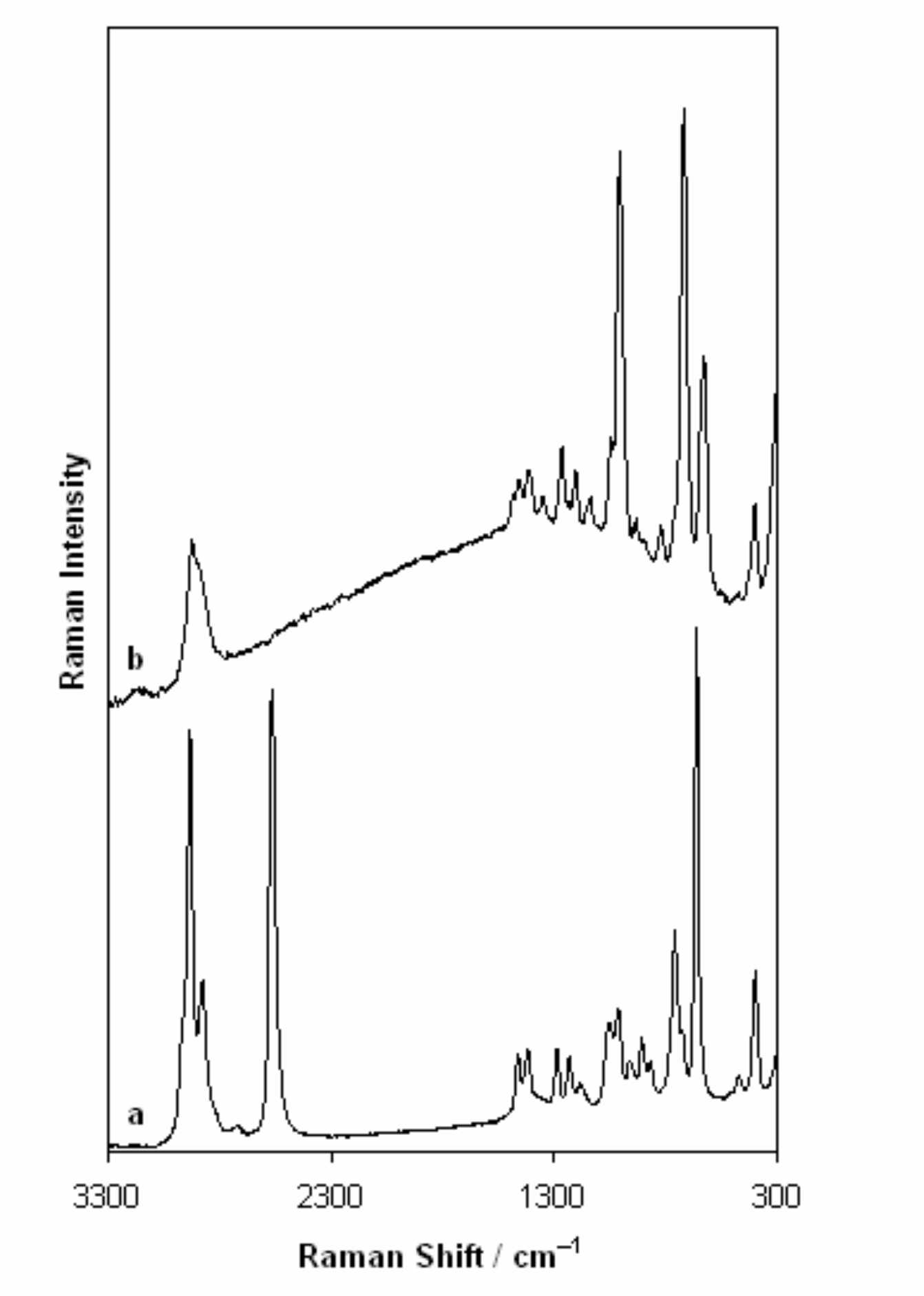
Раманівський спектр рідкого 2-меркаптоетанолу (внизу) та SERS-спектр моношару 2-меркаптоетанолу на горбистій поверхні срібла (вгорі). Спектри масштабовано та зміщено для ясності. Очевидна різниця в відборі: деякі смуги фігурують тільки в спектрі об'ємного зразка, а інші тільки в спектрі SERS.

Раман-спектроскопія — вид спектроскопії, в основі якої лежить здатність досліджуваних систем (молекул) до непружнього (раманівського) розсіювання лазерного променя.
Суть методу полягає в тому, що через зразок досліджуваної речовини пропускають лазерний промінь, який при контакті зі зразком розсіюється. Отримані промені за допомогою лінзи збираються в один пучок і пропускаються через світлофільтр, що відділяє слабкі (0,001 % інтенсивності) раманівські промені від значно інтенсивніших (99,999 %) релеївських. «Відділені» раманівські промені підсилюються і спрямовуються на спектрометр, який фіксує коливальний спектр молекул зразка.
Підсилена поверхнею раманівська спектроскопія (англійське скорочення SERS) — чутливий до властивостей поверхні метод підсилення раманівського розсіяння молекулами, адсорбованими на шорсткій поверхні металу або на наноструктурах. Підсилення може досягати значень 1010 — 1011, що створює можливість детектувати окремі молекули.